# Les Mystères de Sherlock Holmes
 (février 2023).
Si vous disposez d'ouvrages ou d'articles de référence ou si vous connaissez des sites web de qualité traitant du thème abordé ici, merci de compléter l'article en donnant les références utiles à sa vérifiabilité et en les liant à la section « Notes et références ».
Les Mystères de Sherlock Holmes ou Les Mystères du véritable Sherlock Holmes (Murder Rooms: The Dark Beginnings of Sherlock Holmes ou Murder Rooms: Mysteries of the Real Sherlock Holmes) est une mini-série britannique en cinq épisodes de 90 minutes, diffusés du 4 janvier 2000 au 2 octobre 2001 sur BBC One. Elle met en scène le Docteur Joseph Bell, qui aurait inspiré le personnage de Sherlock Holmes créé par Conan Doyle.
En France, elle a été diffusée à partir du 9 février 2005 sur TMC, puis rediffusée sur d'autres chaînes.

## Synopsis
Étudiant en médecine à Édimbourg, le jeune Arthur Conan Doyle aide le Docteur Joseph Bell, un des plus grands chirurgiens de son temps, à résoudre des enquêtes policières. La police requiert effectivement ses services car, outre ses compétences médicales, Bell a un sens aigu de la déduction et de l’observation.
Jeune homme plein de fraîcheur débarquant dans un nouveau monde avec ses idéaux, Doyle va se transformer au contact de Bell qui l'initie à ses méthodes d'investigation.

## Distribution
- Ian Richardson : Dr Joseph Bell
- Robin Laing (pilote) puis Charles Edwards : Arthur Conan Doyle
- Simon Chandler : inspecteur Warner (3 épisodes)
- Mossie Smith : Mrs. Williams (2 épisodes)
- Ben Macleod : Innes Doyle (2 épisodes)
- Dolly Wells : Elspeth Scott (épisode 1)
- Charles Dance : Sir Henry Carline (épisode 1)
- Ralph Riach (en) : The Strand Editor (épisode 1)
- Warwick Davis : Randolph Walker (épisode 4)
- Rik Mayall : Lt. Daniel Blaney (épisode 5)
- Annette Crosbie : Margaret Booth (épisode 5)
- Beatie Edney : Lyla Milburn (épisode 5)
- Ron Donachie : Fergusson (épisode 5)

## Fiche technique
Variable selon les épisodes...
- Réalisateurs : Paul Marcus, Paul Seed, Simon Langton, Tim Fywell
- Musique : John Lunn, Jim Parker
- Scénario : Daniel Boyle, David Pirie

## Épisodes
- Meurtre en série (Dr Bell & Mr Doyle - The Dark Beginnings Of Sherlock Holmes), réalisateur : Paul Seed.

Après la "mort" de Sherlock Holmes, Conan Doyle se remémore son amitié avec le Dr Joseph Bell, née lors des études en médecine de Doyle, ainsi que sa romance passée avec sa condisciple Elspeth Scott, victime d'un tueur, Sir Thomas Neill Cream, que Doyle et Bell échouèrent à capturer.
- Les yeux de la terreur (The Patient's Eyes), réalisateur : Tim Fywell.

Le Dr Arthur Conan Doyle et son mentor le Dr Joseph Bell enquêtent sur le cas d'une femme qui croit avoir été suivie par une apparition alors qu'elle circulait à vélo sur une route isolée.
- Les mutilés de la Tamise (The Photographer's Chair), réalisateur : Paul Marcus

Conan Doyle et Joseph Bell enquêtent sur une affaire de meurtres par strangulation, deux victimes ayant été retrouvées flottant dans une rivière. Doyle est captivé par le spiritisme tandis que les soupçons de Bell le conduisent à un ancien photographe de la guerre de Crimée atteint par la syphilis.
- L'énigme de la momie (The Kingdom Of Bones), réalisateur : Simon Langton.

Un conservateur de musée engage deux professeurs (l'un d'eux étant le Dr Joseph Bell) pour désenvelopper publiquement une momie égyptienne, mais elle s'avère contenir le corps d'un homme mort depuis trois semaines. L'enquête qui s'ensuit conduit à la découverte d'un groupe de rebelles expatriés complotant pour créer une révolte.
- L'énigme du chevalier blanc (The White Knight Stratagem), réalisateur : Paul Marcus.

Le Dr Joseph Bell aide la police à enquêter sur le meurtre d'un prêteur sur gages, mais une ancienne animosité entre lui et Daniel Blaney, l'officier chargé de l'enquête, les conduit au conflit. La situation empire encore quand Doyle prend parti pour les théories du lieutenant contre celles de Bell.

## Commentaires
Dans l'ouvrage Les Nombreuses vies de Sherlock Holmes, Xaxier Mauméjean et André-François Ruand jugent que Murder Rooms "figure parmi les meilleurs exemples du niveau d'exigence plastique et scénaristique que peuvent atteindre les séries télé policières britanniques actuelles".
La série est fondée sur certains faits réels : Sir Arthur Conan Doyle a bien créé le personnage de Sherlock Holmes d'après son mentor à l'université d'Édimbourg, le Dr Joseph Bell, et Bell a occasionnellement effectué des travaux de médecine légale pour la police d'Édimbourg. Le Dr Bell était réputé pour ses facultés de déduction et d'observation, que Doyle a transposé chez Holmes.
Mais la série a exagéré cette similarité entre Bell et Holmes pour renforcer l'effet dramatique, en faisant jouer à Doyle le rôle de Watson, et en incluant plusieurs scènes issues des romans et nouvelles (cela laisse imaginer que ce sont ces événements qui plus tard inspireront les fictions littéraires de Doyle).
Une des références les plus notables est une version de la scène dans Le Signe des quatre dans laquelle Holmes déduit que la montre à gousset fournie par Watson était auparavant la propriété d'un alcoolique, à la suite de quoi Watson furieux pense que Holmes a sournoisement obtenu des informations sur son infortuné frère dans le but de réussir ce petit tour. La version dans la série de cette scène où Bell déduit l'état mental de Charles Altamont Doyle, le père de Doyle, provoque la même réaction. (On retrouve la même scène dans le film The Strange Case of Arthur Conan Doyle, également de David Pirie.)
Une partie de la série a été filmée en Écosse et à Cromer (Norfolk).
En dépit d'un succès critique et de bonnes audiences, la production (en l'occurrence la branche "Films" de la BBC au lieu de sa division "Drama") n'a pas commandé de seconde série.
David Pirie a également écrit les novélisations de trois épisodes : The Patient's Eyes (2001), The Night Calls (2003) et The Dark Water (2004).